# Non piu andrai
Non piu andrai (în italiană Nu mai zbori, cunoscută în limba româna sub numele Fluturaș nu mai ai aripioare) este o arie celebră din opera Nunta lui Figaro de Mozart. Aria Non piu andrai este a 9-a arie din celebra operă, practic cu aceasta terminându-se primul act al Nunții lui Figaro. 

## Despre arie
Tipic capodoperelor muzicale ale lui Mozart este mostra de amuzament pe care o oferă muzica sa. În această arie, valetul contelui Almaviva, Figaro, ia în râs situația lui Cherubino: pentru că este un fustangiu, Almaviva l-a înrolat pe Cherubino ca justițiar în regimentul său. Figaro împreună cu viitoarea lui soție - Susanna îl pregătesc pe Cherubino pentru rolul său în regiment sub privirea distrată a contelui.

## Versuri
„Non più andrai, farfallone amoroso,
Notte e giorno d'intorno girando,
Delle belle turboando il riposo,
Narcisetto, Adoncino d'amor.

Delle belle turbando il riposo,
Narcisetto, Adoncino d'amor.

Non piu avrai questi bei penacchini,
Quel cappello leggiero e galante,
Quella chioma, quell'aria brillante,
Quel vermiglio donnesco color!
Quel vermiglio donnes color!

Non piu avrai quei penacchini,
Quel cappello
Quella chioma, quell'aria brillante

Non più andrai, farfallone amoroso,
Notte e giorno d'intorno girando,

Delle belle turbando il riposo,
Narcisetto, Adoncino d'amor.
Delle belle turbando il riposo,
Narcisetto, Adoncino d'amor.

Fra guerrieri, poffar Bacco!
Gran mustacchi, stretto sacco,
Schioppo in spalla, sciabla al fianco,
Collo dritto, muso franco,

Un gran casco, o un gran turbante,
Molto onor, poco contante.
Poco contante
Poco contante

Ed in vece del fandango
Una marcia per il fango.

Per montagne, per valloni,
Con le nevi, e i solioni,
Al concerto di tromboni,
Di bombarde, di cannoni,
Che le palle in tutti i tuoni,
All'orecchio fan fischiar.

Non piu avrai quei penacchini,
Non piu avrai quel cappello
Non piu avrai quella chioma
Non piu avrai quell'aria brillante.

Non più andrai, farfallone amoroso,
Notte e giorno d'intorno girando,

Delle belle turbando il riposo,
Narcisetto, Adoncino d'amor.
Delle belle turbando il riposo,
Narcisetto, Adoncino d'amor.

Cherubino, alla vittoria!
Alla gloria militar!
Cherubino, alla vittoria!

Alla gloria militar!
Alla gloria militar!

Alla gloria militar!”

## Partitura
Pentru orchestră (vezi No. 9 Aria)
Pentru pian